# Typographischer Kreislauf

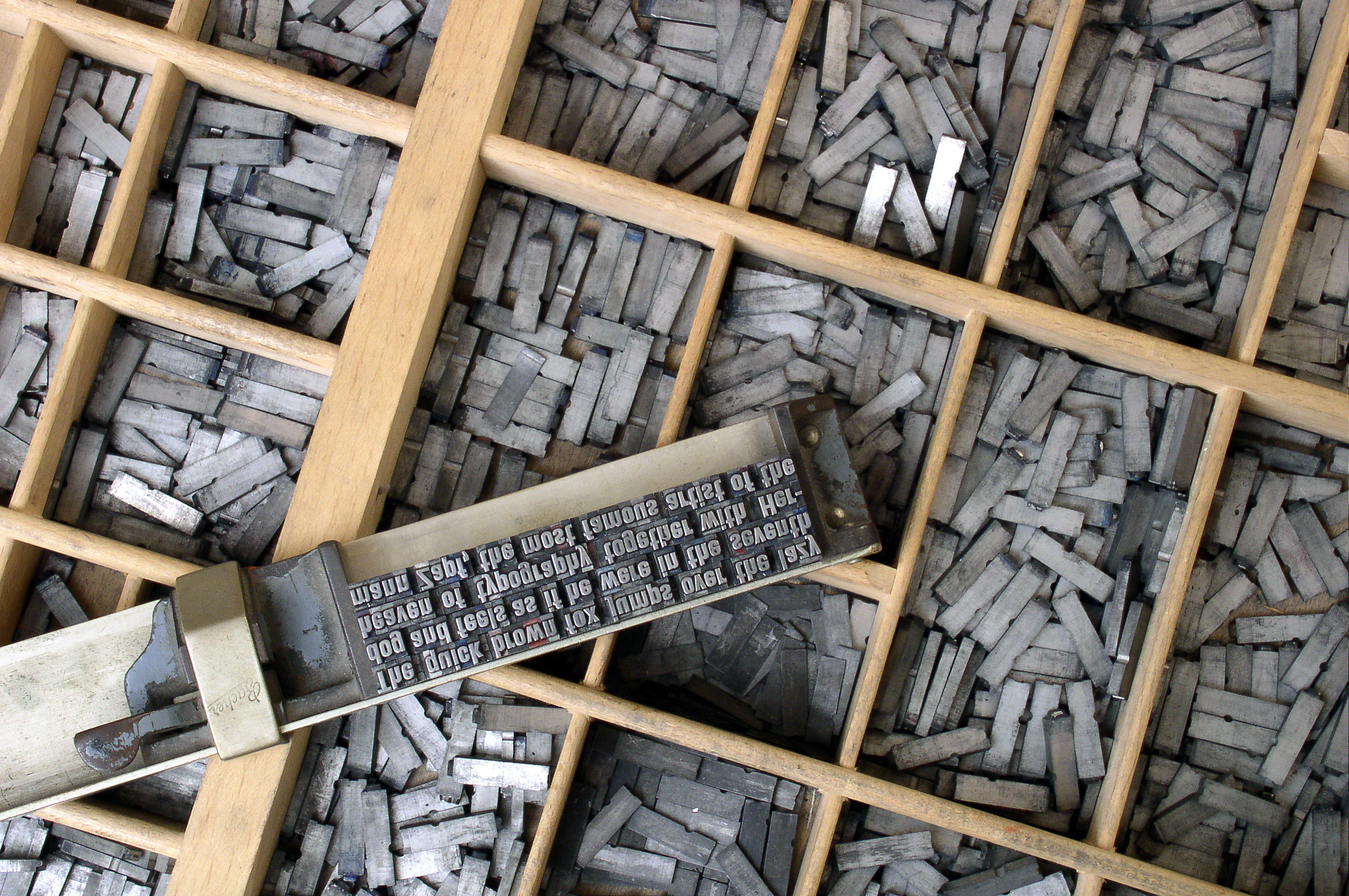
Teil eines Setzkastens mit Lettern, mehrere Zeilen sind im Winkelhaken gesetzt

Typographischer Kreislauf bezeichnet den für den historischen Bleisatz typischen Weg der beweglichen Lettern aus dem Setzkasten heraus zum Zweck des Buchdrucks und wieder zurück. Der Begriff wurde 1985 von Martin Boghardt geprägt.
Der Ablauf bestand aus folgenden Schritten: Anordnen der Lettern in Zeilen im Winkelhaken, Zusammenfügen der Zeilen im Setzerschiff zu Kolumnen, Ausschießen der Kolumnen in Druckformen, Revision des Satzes nach dem Korrekturlesen der Korrekturfahnen,  dann der eigentliche Druckvorgang, anschließend Waschen und Auflösen der Lettern aus den Druckformen und schließlich Zurückordnen der Lettern in den Setzkasten. Korrekturabläufe mit Ersetzen, Einfügen oder Herausnehmen einzelner Lettern aus dem Satz störten beziehungsweise verzögerten die Arbeiten erheblich. Durch den typographischen Kreislauf entstehen Unterschiede im Druckbild bei weiteren Auflagen, da das Satzbild nicht vollständig identisch nachgesetzt wurde. Diese Unterschiede lassen sich heute digital nachweisen.
Der Stehsatz war eine Ausnahme vom Prinzip des typographischen Kreislaufs.

„In seiner seit Gutenbergs Zeiten geübten Form beruht der Buchdruck auf der Beweglichkeit und der Wiederverwendbarkeit von Einzellettern. Der Druck eines Textes erfolgte in einem ständigen Umwälzungsprozeß, in dem mit einer verhältnismäßig kleinen Letternmenge immer wieder gesetzt, gedruckt und nach Reinigen und «Ablegen» erneut gesetzt wurde. Benötigt wurde im Mindestfalle lediglich das Typenmaterial für die Schön- und Widerdruckform eines einzigen Bogens im gewählten Format.“